# Palácio dos Salazares
O Palácio dos Salazares, também designado por Casa da Viscondessa de Espinhal ou Palácio dos Viscondes do Espinhal, é um palácio histórico localizado na freguesia da Lousã, município da Lousã, distrito de Coimbra tendo sido construído por ordem de Bernardo Salazar Sarmento d´Eça e Alarcão em finais do século XVIII.
O Palácio dos Salazares, que está classificado como Imóvel de Interesse Público desde 2002, tem nele instalado atualmente o Meliá Palácio da Lousã. 

## História
Em 1818 foi terminada a edificação do corpo central pelos filhos do Desembargador Bernardo Salazar. Um de seus filhos era Maria da Piedade de Mello Sampaio Salazar, a Viscondessa do Espinhal, uma grande benemérita da vila da Lousã.
O Palácio está associado a episódios das Invasões Francesas. Sabe-se que o Marechal Masséna, comandante das tropas napoleónicas, se instalara nesta casa, na altura pertencente ao pai da Viscondessa. Em 16 de Março de 1811, as tropas comandadas pelo Marechal Ney, instaladas na margem esquerda do rio Ceira, receberam um inesperado ataque nocturno da vanguarda das tropas anglo-lusas e precipitaram-se em pânico pela estreita ponte medieval e por um vau, tendo sido derrotados. Entretanto, Masséna, preparava-se para jantar, mas ao receber a notícia do desastre na Batalha de Foz de Arouce, fugiu precipitadamente. Pouco depois, o Duque de Wellington entrava triunfante na Lousã, e sentando-se à mesa que Masséna abandonara, pôde saborear com redobrado gosto o jantar que tinha sido preparado para o inimigo.  Neste dia, o Duque de Wellington escreveu um relatório de sucessos que está na história da campanha.